# Oliarus cocosivora
Oliarus cocosivora är en insektsart som beskrevs av Frederick Arthur Godfrey Muir 1929. Oliarus cocosivora ingår i släktet Oliarus och familjen kilstritar. Inga underarter finns listade i Catalogue of Life.